# خطة التنفيذ العالمية للقضاء على العنف على النساء والفتيات
كانت خطة التنفيذ العالمية للقضاء علي العنف على النساء والفتيات مجرد توصية من اجتماع فريق الخبراء متعددي الوكالات بشأن منع العنف على النساء والفتيات. ومن ثم عُقد الاجتماع كجزء من برنامج العمل متعدد السنوات للجنة الأمم المتحدة المعينة بوضع المرأة في لفترة (2010-2014).
اتخذت قضية «القضاء والمنع علي جميع أشكال العنف على النساء والفتيات» أولوية في الدورة السابعة والخمسين للجنة في عام 2013.

## التاريخ
عقد اجتماع  فريق الخبراء المعني بالمرأة في بانكوك بتايلند من 17 إلى 20 سبتمبر 2012، وقام بتنظيمه منظمة الأمم المتحدة المعنيه بالمساواة بين الجنسين وتمكين المرأة (UN Women)، بالتعاون مع المنظمات التالية:
- لجنة الأمم المتحدة الاقتصادية والاجتماعية لآسيا والمحيط الهادي (ESCAP)
- برنامج الأمم المتحدة الإنمائي (UNDP)
- صندوق الأمم المتحدة للسكان (UNFPA)
- منظمة الأمم المتحدة للطفولة (اليونيسيف)
- منظمة الصحة العالمية (WHO)[1]

أما عن التقرير الذي أصدره الأجتماع فهو يعكس المناقشات والتحليلات المشتركة للقضايا الكبري، الثغرات والتحديات الرئيسية التي تم تحديدها في أجتماع فريق الخبراء المعني بالمرأة، ويقدم النتائج والتوصيات الرئيسية، وكان المقصد أن يستند إلى الأوراق الفردية المُقدمة المتعلقة بمسائل محددة التي تم تقديمها من قبل الخبراء قبل الأجتماع   وورقة المعلومات الرئيسية التي تم إعدادها من قبل المقرر، وقدم أيضاً مداخلات لتقارير الأمين العام متعلقة بوضع المرأة، وتم توزيعه علي نطاق واسع استعدادًا للدورة السابعة والخمسين للجنة وضع المرأة.
التوصيات 106 - 109 من أجتماع فريق الخبراء المعني بالمرأة تدعوإلي وضع خطة عالمية بحلول عام 2015 لإنهاء العنف على النساء والفتيات والتي نظمت علي النحو الآتي
التوصية 109 من خطة التنفيد العالمية للقضاء علي العنف على النساء والفتيات التي تم تأيدها والتصديق عليها من قبل الدول الأعضاء فور صدورها، والتي تهدف إلي:
1. تكثيف وزيادة الوعي العالمي بالعنف على النساء والفتيات بوصفه حالة طوارئ عالمية.
2. الجمع بين أفضل أفكار في كيفية إحراز تقدم وتقديم أفضل أداء في التعهدات الملموسة للعمل.
3. حشد العمل الدولي والإقليمي والوطني من جانب الحكومات والجهات المتعددة والقطاع الخاص والمجتمع المدني.
4. بناء الأساس اللزم لوضع إستراتيجية عالمية للوقاء من العنف تستند إلى الأدلة والممارسات.
5. زيادة الموارد المتاحة لإنهاء العنف على النساء والفتيات.

أما عن التوصية 111 فهي تدور حول متطلبات وضع وتنفيذ الخطة
1. تحديد مجموعة صغيرة من أهداف السياسة العامة والأهداف القانونية وأهداف تنفيذ البرامج الرئيسية علي المستوي الوطني ليتم توجيه جميع الجهود العالمية لتنفيذ الخطة نحوها.
2. استعراض مفصل لخطط العمل القائمة، والمؤشرات، والتوصيات، ومناهج العمل، وجداول أعمال السياسات، والتوصيات التي أوجزها مجلس الأمن وهيئات الأمم المتحدة المنشأة بموجب المعاهدات والوكلاء المخصصوصين ومختلف وكالات الأمم المتحدة، بغية سد الثغرات في التنفيذ وبناء المرحلة التاليز
3. إنشاء مجتمع عالمي متماسك من الجهات الرئيسية صاحبة المصلحة.
4. تعيين آليات تنسيق قوية.
5. ضع إطار للمساءلة يتضمن مؤشرات لقياس مدى استجابة الدولة للأهداف السياسة العامة والأهداف القانونية وأهداف تنفيذ البرامج الرئيسية وآلية رصد مستقلة.

## لجنة الأمم المتحدة المعنية بوضع المرأة - الدورة السابعة والخمسون
عقدت الدورة السابعة والخمسون للجنة المعينة بوضع المرأة التابعة للأمم المتحدة في مبنى الأمم المتحدة بنيويورك في الفترة من 4 إلى 15 مارس 2013، وتوصلت الأجتماعات إلى الموافقة علي الاربعة إجراءات التالية:
1. تعزيز تنفيذ الإطارات القانونية والإطارات السياسات والمسائلة.
2. معالجة الأسباب الهيكلية والأساسية وعوامل الخطر لمنع العنف على النساء والفتيات.
3. تعزيز الخدمات والبرامج والاستجابات المتعددة القطاعات للعنف على المرأة والفتاة.
4. تحسين قاعدة الأدلة.[3][4]

وحثت المديرة التنفيذية للأمم المتحدة للمرأة ميشال باشليت على التنفيذ السريع للاستنتاجات المتفق عليها قائلة «إن أفضل طريقة للوفاء بالالتزامات التي تعهدت بها الدول الأعضاء في اللجنة هي العمل من أجل التنفيذ والمسؤلية».